# Mitchel Bakker
Mitchel Bakker (* 20. června 2000 Purmerend) je nizozemský profesionální fotbalista a mládežnický reprezentant, který hraje na pozici levého obránce v německém klubu Bayer 04 Leverkusen.

## Klubová kariéra

### Ajax
Bakker debutoval v týmu Ajaxu 26. září 2018 při vítězství 7:0 proti Te Werve v KNVB poháru. 31. října 2018 odehrál svůj druhý a poslední zápas v seniorském týmu, a to proti Go Ahead Eagles.

### Paris Saint-Germain
Dne 7. července 2019 Mitchel Bakker přestoupil zdarma do francouzského Paris Saint-Germain. S klubem podepsal smlouvu na čtyři sezóny. Bakker debutoval v PSG 29. ledna 2020 při vítězství 2:0 proti Pau, do kterého nastoupil v druhém poločase jako náhradník. V základní sestavě se poprvé objevil 12. února 2020 v pohárovém utkání proti Dijonu , a 15. února 2020 debutoval v Ligue 1 v zápase proti Amiens.
Dne 15. června 2020 byl Bakker nominován na cenu Golden Boy v roce 2020 a byl jedním ze tří hráčů PSG v užším výběru 100 hráčů. 24. července 2020 odehrál celých 90 minut finále Coupe de France 2020 proti Saint-Étienne. Zápas skončil vítězstvím Paris Saint-Germain 1:0. Ve finále Coupe de la Ligue 2020, které se konalo 31. července 2020, odehrál opět celý zápas a pomohl k dalšímu vítězství PSG, tentokráte po penaltovém rozstřelu proti Lyonu.
V říjnu 2020 byl Bakker zařazen mezi výběr 20 kandidátů na cenu Golden Boy, kterou pořádá italský deník Tuttosport. O několik dní později debutoval v Lize mistrů, když nastoupil jako náhradník při prohře 2:1 proti Manchesteru United.

## Statistiky

### Klubové
K 28. dubnu 2021
| Klub                | Sezóna  | Liga       | Liga   | Liga | Pohár  | Pohár | Evropské poháry | Evropské poháry | Ostatní | Ostatní | Celkem | Celkem |
| Klub                | Sezóna  | Liga       | Zápasy | Góly | Zápasy | Góly  | Zápasy          | Góly            | Zápasy  | Góly    | Zápasy | Góly   |
| ------------------- | ------- | ---------- | ------ | ---- | ------ | ----- | --------------- | --------------- | ------- | ------- | ------ | ------ |
| Ajax                | 2018/19 | Eredivisie | 0      | 0    | 2      | 0     | 0               | 0               | —       | —       | 2      | 0      |
| Paris Saint-Germain | 2019/20 | Ligue 1    | 1      | 0    | 3      | 0     | 0               | 0               | 1       | 0       | 5      | 0      |
| Paris Saint-Germain | 2020/21 | Ligue 1    | 25     | 0    | 3      | 0     | 9               | 0               | 0       | 0       | 37     | 0      |
| Paris Saint-Germain | Celkem  | Celkem     | 26     | 0    | 6      | 0     | 9               | 0               | 1       | 0       | 42     | 0      |
| Celkem              | Celkem  | Celkem     | 26     | 0    | 8      | 0     | 9               | 0               | 1       | 0       | 44     | 0      |

## Ocenění

### Klubové

#### Jong Ajax
- Eerste Divisie: 2017/18

#### Ajax
- KNVB Cup: 2018/19

#### Paris Saint-Germain
- Ligue 1: 2019/20[14]
- Coupe de France: 2019/20[15]
- Coupe de la Ligue: 2019/20[16]
- Trophée des champions: 2020[17]